# سفارة سلوفينيا في رومانيا
سفارة سلوفينيا في رومانيا هي أرفع تمثيل دبلوماسي لدولة سلوفينيا لدى رومانيا. تقع السفارة في بوخارست وهي تهدف لتعزيز المصالح السلوفينية في رومانيا.

## وصلات خارجية
- الموقع الرسمي
- قائمة سفارات سلوفينيا
- قائمة السفارات في رومانيا